# アジア・パシフィック・ソング・コンテスト2010
アワー・サウンド - アジア・パシフィック・ソング・コンテスト2010（Our Sound, the Asia-Pacific Song Contest 2010）は、アジア・パシフィック・ソング・コンテストの初の大会である。14の国と地域が参加を予定している。主催者の本社があるシンガポールで2009年末に行われることが予想されていたが（ユーロビジョン・ソング・コンテストの第1回が欧州放送連合の本部のあるスイスで行われたことによる）、2010年末にインドのムンバイで開催されることとなった。しかし9月末に、公式のFacebookページでさらなる延期が発表されており、以後音沙汰はない。
各国から選ばれた代表者が大会の決勝に進むことができ、参加者は歌詞にどの言語を使用しても良く、またジャンルの制限もない。決勝では、各国代表が参加するパフォーマンス・ショーと、優勝者によるクライマックス・ショーの2回のショーが行われる。決勝パフォーマンス・ショーの後、アジアの視聴者らはSMSやオンラインを通じて自国以外からの好きな曲に投票することができる。どちらのショーもアジア各地にプライム・タイムにて無料衛星放送サービスで中継され、対象となる5億3千万世帯に配信される。
当初の予定では、アジア・パシフィック・ソング・コンテストの国内選考は2009年10月から順次開催され、多くの地域では2010年5月に開催されることになっていた。決勝は2010年11月の週末に行われ、11月26日の金曜日の夜にパフォーマンス・ショーが、優勝者によるクライマックス・ショーが11月28日の日曜日に行われる予定であった。

参加予定の国（日本、韓国は不参加、ニュージーランドが参加）

## 参加国
以下の14の国と地域が初のアジア・パシフィック・ソング・コンテスト大会への参加を予定している。当初は15の国と地域が参加するとされていたが、ニュージーランドが増えた代わりに、日本と大韓民国が参加リストから外れた。
| 国               | 言語 | アーティスト | 曲名 | 曲名（英訳） | 順位 | 得点 |
| ---------------- | ---- | ------------ | ---- | ------------ | ---- | ---- |
| オーストラリア   |      |              |      |              |      |      |
| バングラデシュ   |      |              |      |              |      |      |
| カンボジア       |      |              |      |              |      |      |
| 中国             |      |              |      |              |      |      |
| 香港             |      |              |      |              |      |      |
| インド           |      |              |      |              |      |      |
| インドネシア     |      |              |      |              |      |      |
| マレーシア       |      |              |      |              |      |      |
| ニュージーランド |      |              |      |              |      |      |
| フィリピン       |      |              |      |              |      |      |
| シンガポール     |      |              |      |              |      |      |
| 台湾             |      |              |      |              |      |      |
| タイ             |      |              |      |              |      |      |
| ベトナム         |      |              |      |              |      |      |